# Eudioctria disjuncta
Eudioctria disjuncta là một loài ruồi trong họ Asilidae. Eudioctria disjuncta được Adisoemarto & Wood miêu tả năm 1975. Loài này phân bố ở vùng Tân Bắc giới.